# Бріанна Лістон
Бріанна Лістон (англ. Brianna Lyston, нар. 24 травня 2004) — ямайська легкоатлетка, яка спеціалізується у бігу на короткі дистанції.

## Спортивні досягнення
Чемпіонка світу серед юніорів у бігу на 200 метрів (2022).